# Chionaema catorhoda
Chionaema catorhoda là một loài bướm đêm thuộc phân họ Arctiinae, họ Erebidae.